# Data Distribution Service

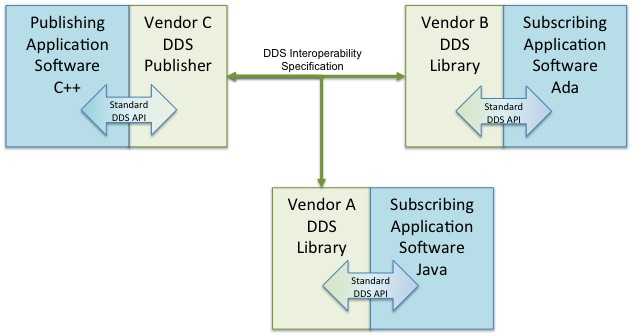
Interoperabilitat del servei de distribució de dades OMG.

El servei de distribució de dades (amb acrònim anglès DDS) per a sistemes en temps real és un estàndard de màquina a màquina del grup de gestió d'objectes (OMG) (de vegades anomenat middleware o marc de connectivitat) que té com a objectiu permetre que sigui fiable, d'alt rendiment, interoperable i en temps real. intercanvis de dades escalables mitjançant un patró de publicació-subscripció.
DDS aborda les necessitats d'aplicacions com l'aeroespacial i la defensa, el control del trànsit aeri, els vehicles autònoms, els dispositius mèdics, la robòtica, la generació d'energia, la simulació i les proves, la gestió de xarxes intel·ligents, els sistemes de transport i altres aplicacions que requereixen intercanvi de dades en temps real.

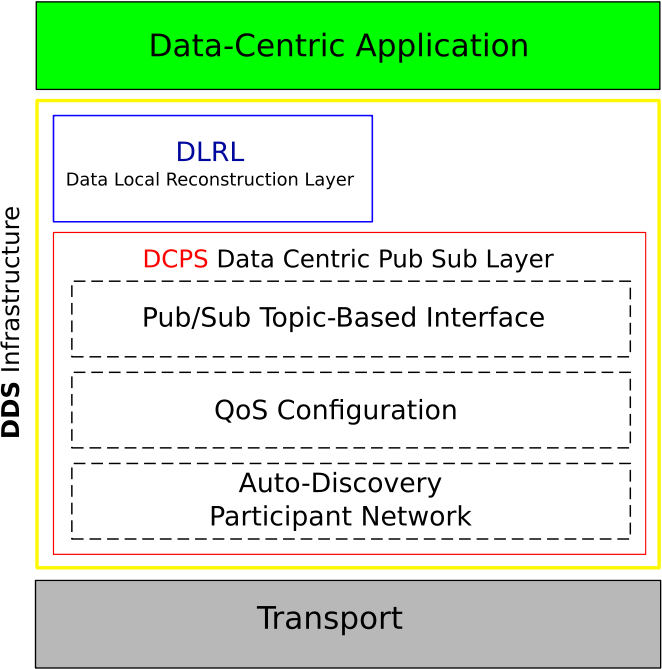
Arquitectura DDS, separació entre el pub/subsistema (DCPS) i la capa de reconstrucció orientada a objectes (DLRL).

DDS és un programari intermedi de xarxa que simplifica la programació de la xarxa. Implementa un patró de publicació i subscripció per enviar i rebre dades, esdeveniments i ordres entre els nodes. Els nodes que produeixen informació (editors) creen "temes" (per exemple, temperatura, ubicació, pressió) i publiquen "mostres". DDS lliura les mostres als subscriptors que declaren interès en aquest tema.
La demostració d'interoperabilitat de DDS va utilitzar escenaris com ara:
- Connectivitat bàsica a la xarxa mitjançant el protocol d'Internet (IP).
- Descobriment d'editors i subscriptors.
- Qualitat de servei (QoS) Compatibilitat entre el sol·licitant i l'oferent.
- Xarxa tolerant al retard.
- Múltiples temes i instàncies de temes.
- Propietat exclusiva dels temes.
- Filtrat de contingut de dades del tema, incloent-hi l'hora i la geogràfica.[4]